# Sjung en ny sång till vår Gud
Sjung en ny sång till vår Gud är en psalm med text skriven 1971 av Timothy Dudley-Smith och musik skriven 1973 av David G. Wilson. Texten översattes till svenska 1987 av Gun-Britt Holgersson.

## Publicerad i
- Segertoner 1988 som nr 334 under rubriken "Lovsång och tillbedjan".[1]